# Егоров, Виктор Иванович (хоккеист)
Виктор Иванович Егоров (16 августа 1938 — ?) — советский хоккеист и судья всесоюзного и международного уровней (обе категории получил в 1970 году), а также конструктор.

## Биография
Родился 16 августа 1938 года (по другой непроверенной информации в 1937 году). В детстве играл в дворовых клубных командах Челябинска. В 1957 году в возрасте девятнадцати лет начал судейскую карьеру и с 1968 года судил матчи чемпионата СССР. В период с 1970 по 1976 год был признан лучшим хоккейным судьёй СССР. Он не только имел навыки хоккейной деятельности, он работал также и по своей специальности — занимал должность конструктора на ЧТЗ.
Точная дата и место смерти неизвестны.